# Arroz de sarrabulho

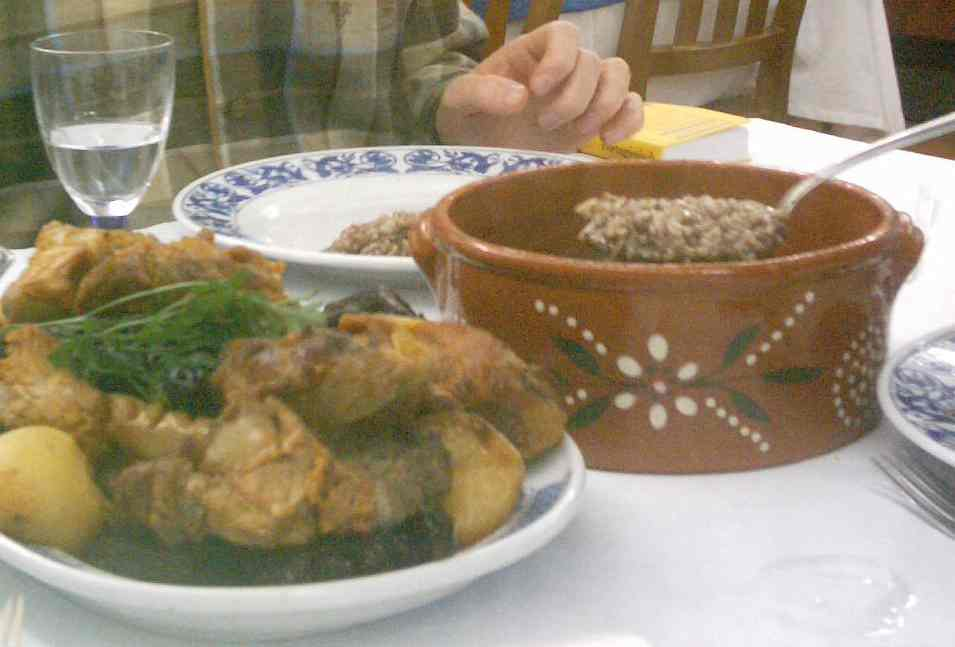
Arroz de sarrabulho acompanhado por rojões à moda do Minho

O Arroz de sarrabulho é um prato típico da culinária de Portugal, da região do Minho.
Em 2006, foi criada a confraria do arroz de sarrabulho à moda de Ponte de Lima, como forma de divulgar e realçar o valor gastronómico e histórico deste prato.

## Confecção
O arroz é confeccionado com diversos tipos de carnes (porco, vaca e galinha), sangue de porco e diversas especiarias. É servido com carnes desfiadas, ainda "malandrinho", ou seja, com o molho da cozedura ainda muito líquido. É frequentemente acompanhado por rojões à moda do Minho.